# Taphozous melanopogon
Taphozous melanopogon is een vleermuis uit het geslacht Taphozous.

## Kenmerken
Het is een grote, lichtgekleurde soort. Volwassen mannetjes zijn makkelijk te herkennen aan hun zwarte "baard". Deze soort roest in gebouwen of grotten en komt ook algemeen voor in steden. In de Filipijnen komt deze soort algemeen voor. De kop-romplengte bedraagt 71,5 tot 75,1 mm, de staartlengte 11,9 tot 23,0 mm, de voorarmlengte 61,2 tot 61,6 mm, de tibialengte 22,2 tot 23,6 mm, de oorlengte 18,7 tot 21,6 mm en het gewicht 21,0 tot 24,0 gram (gebaseerd op drie exemplaren uit Sanana). Het karyotype bedraagt 2n=42, FN=ca. 64 in de Filipijnen; exemplaren uit India en Thailand hebben een vrijwel gelijk karyotype.

## Verspreiding
Deze soort komt voor van Sri Lanka, India en Zuid-China tot de Filipijnen, Celebes, de Molukken en Timor. Deze soort behoort tot het ondergeslacht Taphozous. Er zijn vijf ondersoorten, T. m. bicolor Temminck, 1841, T. m. cavaticus Hollister, 1913, T. m. fretensis Thomas, 1916, T. m. melanopogon Temminck, 1841 en T. m. phillipinensis Waterhouse, 1845, maar de verspreidingen daarvan zijn niet duidelijk. T. achates werd vroeger ook tot deze soort gerekend. De Filipijnse populaties werden tot begin jaren 90 als een aparte soort gezien.